# Sea-Land D-9-Klasse
Die D-9-Klasse oder D9-Klasse war eine Klasse von zwölf Containerschiffen der US-amerikanischen Reederei Sea-Land Corporation. Sea-Land nahm die Schiffe 1980 in Betrieb. Die Containerschiffe der D-9-Klasse waren bei ihrem Bau die ersten als solche geplanten und gebauten Motorschiffe der Reederei Sea-Land.

## Geschichte
Die Entwicklung des Schiffstyps wurde von der Reederei Sea-Land im Frühjahr 1978 bei Mitsubishi, Tamano in Auftrag gegeben. Nachdem Sea-Land im August 1978 Werften in zwölf verschiedenen Staaten eingeladen hatte, Angebote zum Bau der Schiffe abzugeben, wurde auch der Bauauftrag für die Schiffe an Mitsubishi als Hauptauftragnehmer vergeben. Da Mitsubishi nicht alle zwölf Schiffe innerhalb Jahresfrist abliefern konnte, entstanden die einzelnen Einheiten außer auf den Mitsubishis Werften in Kobe und Nagasaki auch bei Mitsui Engineering & Shipbuilding in Ichihara und der südkoreanischen Werft Hyundai Heavy Industries in Ulsan. Bei letzteren fungierte Mitsubishi als überwachende Werft.

## Technik

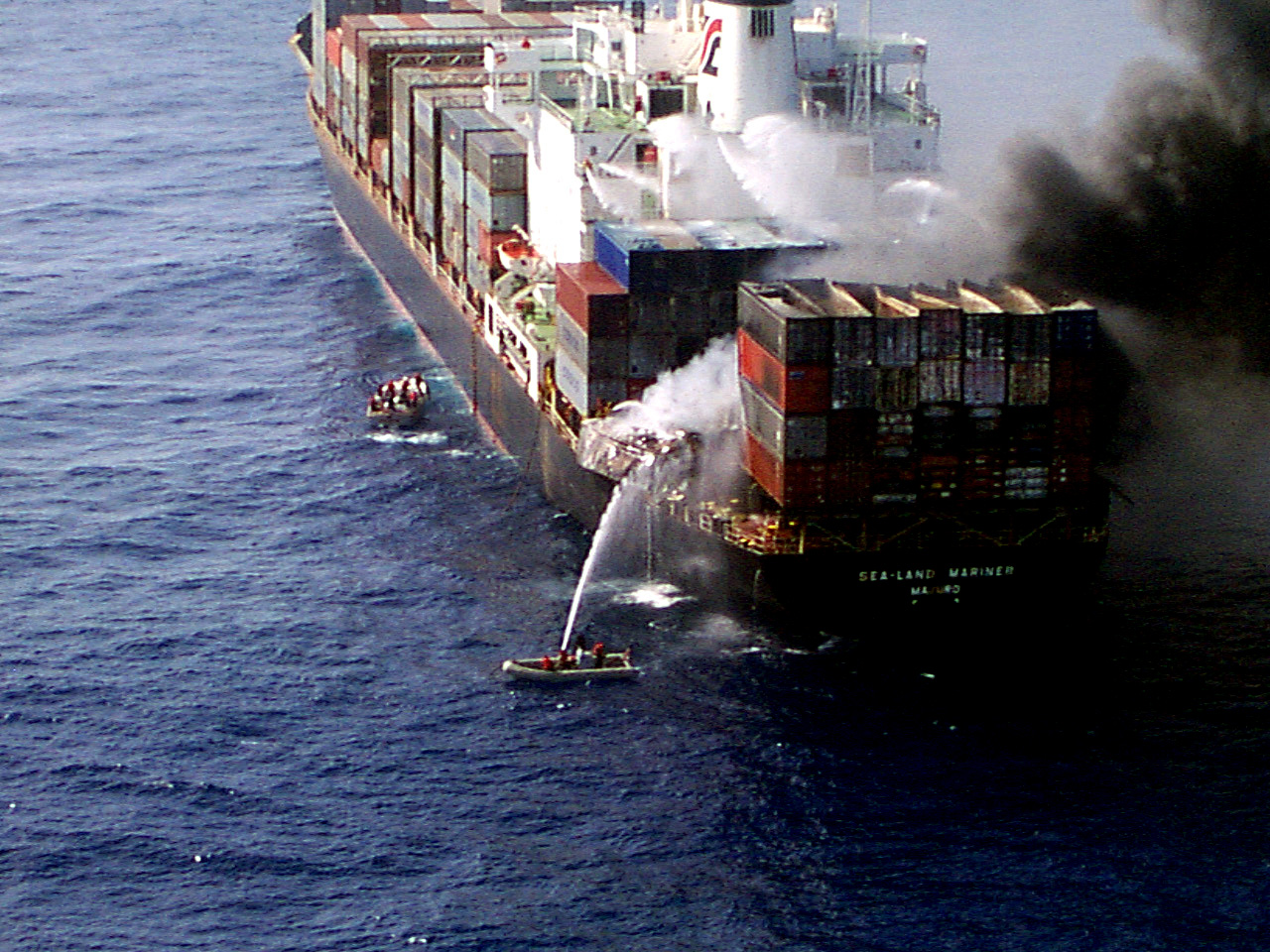
Brand auf der Sea-Land Mariner, 1998

Die Schiffsaufbauten sind etwa auf vier Fünftel der Länge achtern über dem Maschinenraum angeordnet. Die Schiffe besitzen sieben Laderäume, von denen sechs vor dem Deckshaus und einer dahinter liegen. Verschlossen werden die Laderäume von Pontonlukendeckeln. Sea-Land schwenkte vor der Konstruktion der Schiffe von 35-Fuß-Containern, dem frühen Standardmaß von Sea-Land, auf den Betrieb von 20 und 40 Fuß Containern um. Beim Bau waren die Schiffe der D9-Klasse für den Transport von 1678 TEU's ausgelegt, wobei eine Reihe von Cellguides auf die flexible Aufnahme verschiedener Containermaße, speziell von 35-Fuß-Containern, angepasst werden konnte. Nach einer Neuberechnung fassten die Neubauten später 1780 TEU. Schon 1985 wurden alle zwölf Schiffe bei Mitsubishi um eine 30-Meter-Mittelsektion verlängert, woraufhin sie 2471 TEU transportieren konnten. Nach einer weiteren Neuberechnung wurde auch dieser Wert nochmals auf 2816 TEU-Stellplätze erhöht, wobei die maximale Anzahl an 14-Tonnen-Containern bei 2252 liegt. Alle Schiffe der Serie besitzen Anschlüsse für 261 Kühlcontainer. An Deck waren mit Cellguides versehene Laschbrücken für die fünf vor dem Deckshaus liegenden Bays angebracht. Die D-9-Klasse-Schiffe verfügen über kein eigenes Ladegeschirr.
Der von Mitsubishi im Werk Kobe in Lizenz des Herstellers  Sulzer gebaute Neunzylinder-Zweitakt-Diesel-Hauptmotor des Typs 9RND90M  wirkt direkt auf den Festpropeller. Die Bordenergie wird durch vier Hilfsdiesel und einen Notdiesel bereitgestellt.

## Die Schiffe
| Sea-Land D-9-Klasse   | Sea-Land D-9-Klasse         | Sea-Land D-9-Klasse | Sea-Land D-9-Klasse | Sea-Land D-9-Klasse                                                        | Sea-Land D-9-Klasse                                     |
| Bauname               | Werft/Baunummer             | IMO-Nummer          | Indienststellung    | Umbenennungen                                                              | Verbleib                                                |
| --------------------- | --------------------------- | ------------------- | ------------------- | -------------------------------------------------------------------------- | ------------------------------------------------------- |
| Sea-Land Endurance    | Hyundai, Ulsan / 123        | 7820849             | 1980                | 2007 → MSC Endurance                                                       | 2010 in Alang abgewrackt                                |
| Sea-Land Innovator    | Hyundai, Ulsan / 124        | 7820851             | 1980                | 2001 → CSX Innovator, 2001 → Sea-Land Innovator                            | abgewrackt                                              |
| Sea-Land Patriot      | Mitsubishi, Kobe / 1106     | 7820899             | 1980                | -                                                                          | Ab September 2009 aufgelegt, abgewrackt                 |
| CSX Developer         | Mitsubishi, Kobe / 1107     | 7820904             | 1980                | 1980 → Sea-Land Developer, 2000 → CSX Developer, 2001 → Sea-Land Developer | Abbruch ab 22. März 2010                                |
| Sea-Land Voyager      | Mitsubishi, Kobe / 1108     | 7820916             | 1980                | 2007 → MSC Voyager                                                         | Abbruch ab 27. Oktober 2010 in Alang                    |
| Sea-Land Liberator    | Mitsubishi, Nagasaki / 1851 | 7820928             | 1980                |                                                                            | 2009 verschrottet                                       |
| Sea-Land Explorer     | Mitsubishi, Nagasaki / 1852 | 7820930             | 1980                | 2007 → MSC Bali                                                            | 2011 abgewrackt                                         |
| Sea-Land Independence | Mitsubishi, Nagasaki / 1853 | 7820942             | 1980                | 2007 → MSC Nikita, 2009 → Niki                                             | 2009 konstruktiver Totalverlust nach Kollision, Abbruch |
| Sea-Land Freedom      | Mitsubishi, Nagasaki / 1854 | 7820954             | 1980                | 2007 → MSC Freedom                                                         | Abbruch ab 22. Dezember 2010                            |
| Sea-Land Defender     | Mitsui, Ichihara / 1198     | 7820966             | 1980                | 2007 → MSC Damla                                                           | 2011 abgewrackt                                         |
| Sea-Land Express      | Mitsui, Ichihara / 1199     | 7820978             | 1980                | 2007 → CMA CGM Gardenia, 2009 → Gardenia                                   | Abbruch ab 5. November 2009                             |
| Sea-Land Mariner      | Mitsui, Ichihara / 1280     | 7820980             | 1980                | 2007 → CMA CGM Lys, 2009 → Lys                                             | Abbruch ab 22. November 2009                            |